# Matthias de Zordo
Matthias de Zordo (Bad Kreuznach, 1988. február 21. –) olasz származású német gerelyhajító, 2011 világbajnoka gerelyhajításban. A 2010-es barcelonai Európa-bajnokságon 87.81 méterrel ezüstérmes lett.
A német atlétikai bajnokságon 2010-ben Braunschweigben, 2011-ben Kasselben nyert aranyérmet.
2011-ben a tegui világbajnokságon 86,27 méterrel nyert aranyérmet. A 2011-es szezont a brüsszeli Memorial Van Damme-versenyen dobott egyéni legjobbjával, 88,36 méterrel fejezte be, egyben megnyerte a Gyémánt Liga-trófeát is.

## Legjobbjai évenként
- 2006 - 71,67
- 2007 - 78,67
- 2008 - 82,51
- 2009 - 80,15
- 2010 - 87,81
- 2011 - 88,36
- 2012 - 81,62
- 2013 - 81,49